# الحوت الأزرق (فلم)
الحوت الأزرق فيلم قصير سعودي إنتاج 2018، من تأليف وإخراج وإنتاج فهد عليان، حصل على جائزة أفضل فيلم قصير في مهرجان تشاندلر الدولي للأفلام بالولايات المتحدة، وصور الفيلم في استوديوهات هوليوود.

## القصة
تدور أحداث الفيلم حول لعبة الحوت الأزرق وتأثيرها السلبي على الأطفال، وما تسبّبت فيه من حالات انتحار لعدد منهم حول العالم ممن لعب هذه اللُعبة.

## الممثلون
- جوليان عطية، في دور الابنة سارة وحازت جائزة أفضل ممثلة في المهرجان عن دورها.
- أنايد كويتيرس، في دور الأم.
- براين جونسون، في دور الحوت الأزرق
- جيمز نيكولاس، في دور الطبيب النفسي.

## الجوائز
فاز الفيلم بتصويت الجمهور والنقاد في مهرجان تشاندلر الدولي للأفلام، وكان الفيلم العربي الوحيد الذي حصل على جائزة أفضل فيلم قصير في المهرجان، كما حازت بطلة الفيلم جوليان عطية، جائزة أفضل ممثلة عن دورها في الفيلم.

## وصلات خارجية
- مقالات تستعمل روابط فنية بلا صلة مع ويكي بيانات